# Grani di Baily

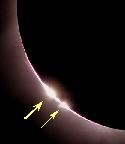
I grani di Baily.

In astronomia, i grani di Baily sono degli effetti ottici-luminosi che avvengono naturalmente durante una eclissi solare totale, osservabili solo per pochi istanti, nel secondo contatto (o primo contatto interno) e nel terzo contatto (o secondo contatto interno) nella corona solare in prossimità del bordo lunare. Il fenomeno, così come lo osservò e studiò l'astronomo inglese Francis Baily per la prima volta durante l'eclissi del 15 maggio 1836 presso Roxburghshire, in Scozia, si presenta anche nelle eclissi anulari, sebbene meno accentuato. I "grani" si presentano come piccoli brillamenti luminosi, simili a perle di luce sparse sul bordo del disco lunare, ma non sono da confondersi coi brillamenti (o flares) solari, di tutt'altra causa e caratteristica.

## Storia
Anche se l'individuazione del fenomeno è attribuita a Baily, Edmond Halley aveva già osservato lo stesso effetto durante l'eclissi solare del 3 maggio 1715 e ne fece un'accurata descrizione nelle Philosophical Transactions of the Royal Society, dando la corretta interpretazione della causa collegata alle "ineguaglianze della superficie lunare, dove ci sono alcune aree più elevate in corrispondenza del polo sud lunare che permettono il passaggio di filamenti di luce".

## Descrizione

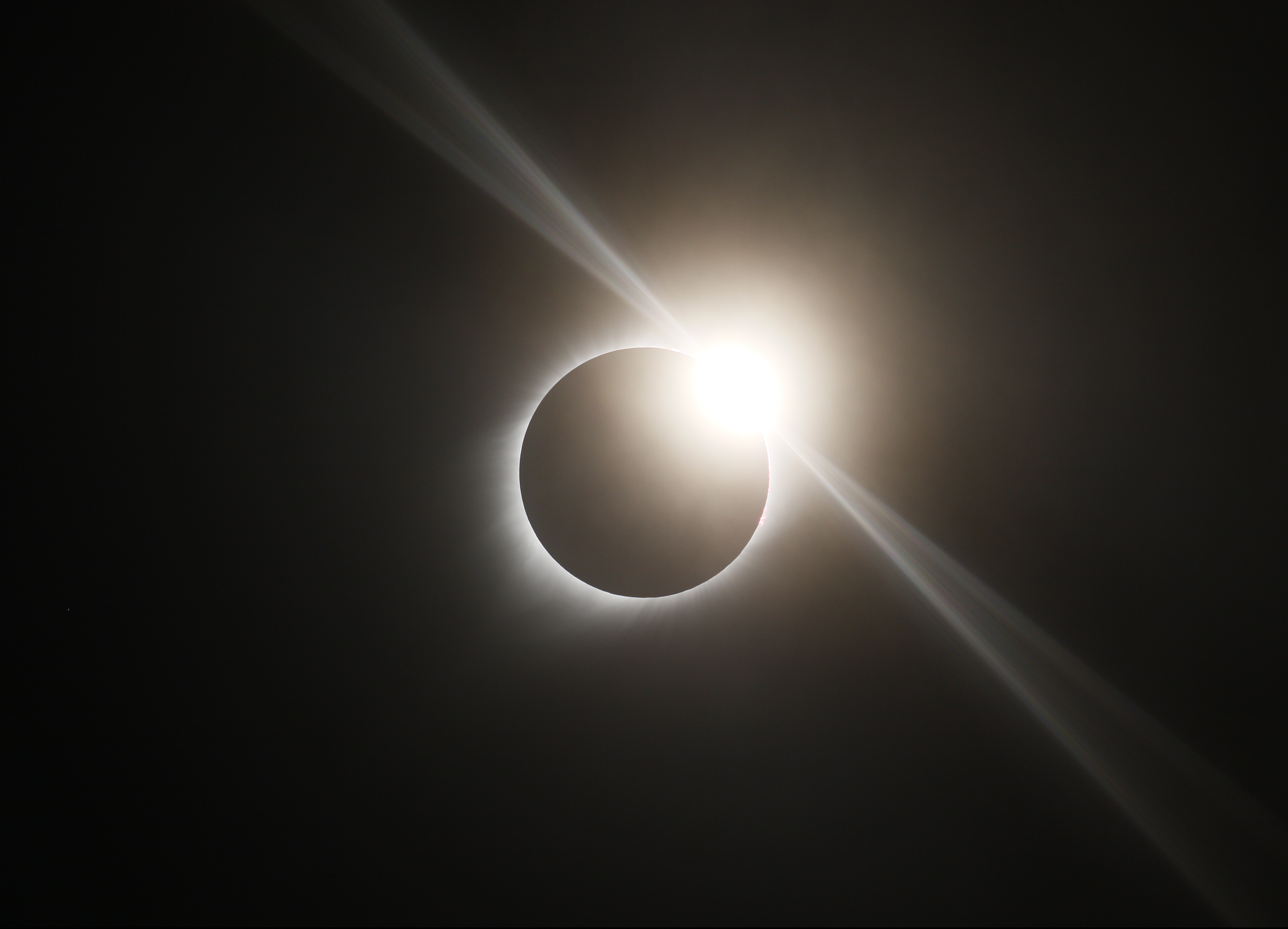
Anello di diamante ripreso durante l'eclissi del 21 agosto 2017, vista dal Nebraska.

La topografia irregolare della superficie lunare, quindi del bordo stesso del disco lunare osservato dalla Terra, genera dei grani o perle luminose dovute al passaggio della luce solare, che splende attraverso alcuni luoghi della Luna (in prevalenza depressioni come mari e crateri) e non attraverso altri (ad esempio i rilievi montuosi).

Nel caso particolare di un "grano" di Baily di dimensioni importanti, si ha il fenomeno conosciuto come anello di diamante.
Nella fase iniziale dell'eclisse i grani di Baily sono visibili per un breve tempo; alla loro scomparsa dovuta all'avanzamento del bordo lunare, appare una sottile striscia rossastra, chiamata cromosfera, collegata all'emissione spettrale dell'idrogeno. Anche se questa radiazione rossastra è visibile a occhio nudo, la cromosfera emette anche una serie completa di linee spettrali.
Oggi, in seguito alle più accurate conoscenze della superficie lunare, si possono calcolare con buona previsione i punti dove potranno apparire esattamente i grani sulla circonferenza del disco lunare, in funzione del punto di osservazione dalla superficie terrestre.

## Precauzioni
Il fenomeno è visibile a occhio nudo, tuttavia:
- se ne sconsiglia una visione diretta senza l'ausilio di filtri ottici, perché le radiazioni della fotosfera solare sono ancora pericolose per l'occhio anche durante la fase di totalità dell'eclisse.
- i grani sono maggiormente apprezzabili se osservati con zoom o telescopio.
- il fenomeno dura solo alcuni secondi e la durata di tempo di osservazione dei grani di Baily aumenta se l'osservatore terrestre si trova in prossimità dei bordi (e non al centro) del percorso del cono d'ombra dell'eclissi sul suolo terrestre.
- il fenomeno non si verifica durante le "eclissi" solari artificiali, cioè quelle prodotte attraverso studi della corona solare con i recenti telescopi astronomici provvisti di coronografo, che è costituito da un disco artificiale oscurante di forma circolare perfetta, che non produce, quindi, grani di luce.